# Fritz Tanner

Fritz Tanner (1971)

Fritz Tanner (* 20. Juni 1923 in Maienfeld; † 18. Dezember 1996 in Chur) war ein Schweizer Theologe, Psychotherapeut und Schriftsteller.

## Leben
Fritz Tanner erblindete durch einen Unfall mit 13 Jahren. Trotzdem schaffte er es, einzig mit Konzentrations- und Gedächtnistraining erfolgreich das Gymnasium und sein Studium der evangelischen Theologie an den Universitäten von Zürich, Basel und Montpellier zu absolvieren. Er promovierte zum Dr. theol. mit einer Arbeit über Die Ehe im Pietismus, die als bahnbrechende Arbeit galt, da sie in ein neues Forschungsgebiet des Pietismus vordrang. Außerdem gelang es ihm, darin „die frappierende Unterschiedlichkeit der Eheentwürfe in den verschiedenen pietistischen Strömungen“ zu benennen.
Er machte dann noch ein Zweitstudium der Psychologie und Literatur. 1949 heiratete er; der Ehe entstammen zwei Söhne.
Er führte in Zürich ab 1952 über Jahrzehnte eine freie Eheberatungs- und Psychotherapiepraxis. Daneben war er Kolumnist, Seminarleiter, Referent und Buchautor. Während Jahren arbeitete er zudem als freier Mitarbeiter beim Rundfunk und Fernsehen.
Von 1967 bis 1974 war er für den Zürcher Landesring Mitglied des Nationalrats. Als solcher setzte er sich beispielsweise für die Einführung des Frauenstimm- und -wahlrechts ein.
Seiner acht Blindenhunde hat er mit dem Buch Im Zeichen des Hundes gedacht.

## Rezeption
Bei der Behandlung der Person Johanna Eleonora Petersen ging er in seinem Werk Die Ehe im Pietismus aus heutiger Sicht im Verbund mit anderen Kollegen jedoch so weit, ihre Rolle gegenüber ihrem Ehegatten herabzusetzen, da sie sich zu weit vorgewagt hätte.

## Werke
- Die Ehe im Pietismus. Diss. theol. Zwingli, Zürich 1952
- Von Liebe, Verlobung und Ehe. Reinhardt, Basel 1959
- Der Knoten im Taschentuch. Eine Anleitung zum Konzentrations- und Gedächtnistraining. Reinhardt, Basel 1961
- Kleine Angst vor großen Tieren. Reinhardt, Basel 1963
- Moderne Ehe – Bindung und Freiheit. Aus der Praxis des Beraters. Reinhardt, Basel 1972, ISBN 3-497-00675-0
- Erziehung heute zur Gesellschaft von morgen. Reinhardt, Basel 1973, ISBN 3-497-00709-9
- Die Lust am Unbewussten. Fragen und Antworten zur Couch-Therapie. Huber, Frauenfeld 1976, ISBN 3-7193-0512-0
- Bis daß der Mord euch scheidet. Ein Therapeut zum verhängnisvollen Weiterführen zerrütteter Ehen. Walter, Olten 1981, ISBN 3-530-87020-X
- Meine siebentausend Frauen. Ahnungslosigkeit – Vorurteil – Begegnung. Report eines Therapeuten. Walter, Olten 1982, ISBN 3-530-87021-8
- Bhagwan. Gauner, Gaukler, Gott? Panorama, Altstätten 1986, ISBN 3-907506-06-5
- Eifersucht und Liebe. Causa, München 1987, ISBN 3-907506-49-9
- Kein Stroh im Kopf. Eine Anleitung zur Verbesserung der Konzentrationsfähigkeit, des Gedächtnisses und zur Entwicklung der Kreativität. Causa, München 1987, ISBN 3-907506-47-2
- Eros und Religion. Sexualität und Spiritualität. Mit einem Vorwort von Herbert Haag. Panorama, Altstätten 1988, ISBN 3-907506-10-3
- Im Zeichen des Hundes. Acht Hundeleben im Leben eines Blinden. Edition Erpf, Bern 1992, ISBN 3-905517-46-9